# 仁荷大駅
仁荷大駅（インハデえき）は、大韓民国仁川広域市弥鄒忽区龍峴洞にある、韓国鉄道公社（KORAIL）水仁・盆唐線の駅。駅番号は「K269」。

## 歴史
- 1965年1月5日 - 水仁線・龍峴駅（용현역）して開業。
- 1973年7月14日 - 南仁川-松島間廃線により、当駅も廃止[1]。
- 2016年2月27日 - 水仁線再開業により、仁荷大駅として再開業[2][3]。
- 2020年9月12日 - 盆唐線との直通運転に伴い当駅は水仁・盆唐線の駅となる。また、駅番号がK261からK269に変更。

## 駅構造

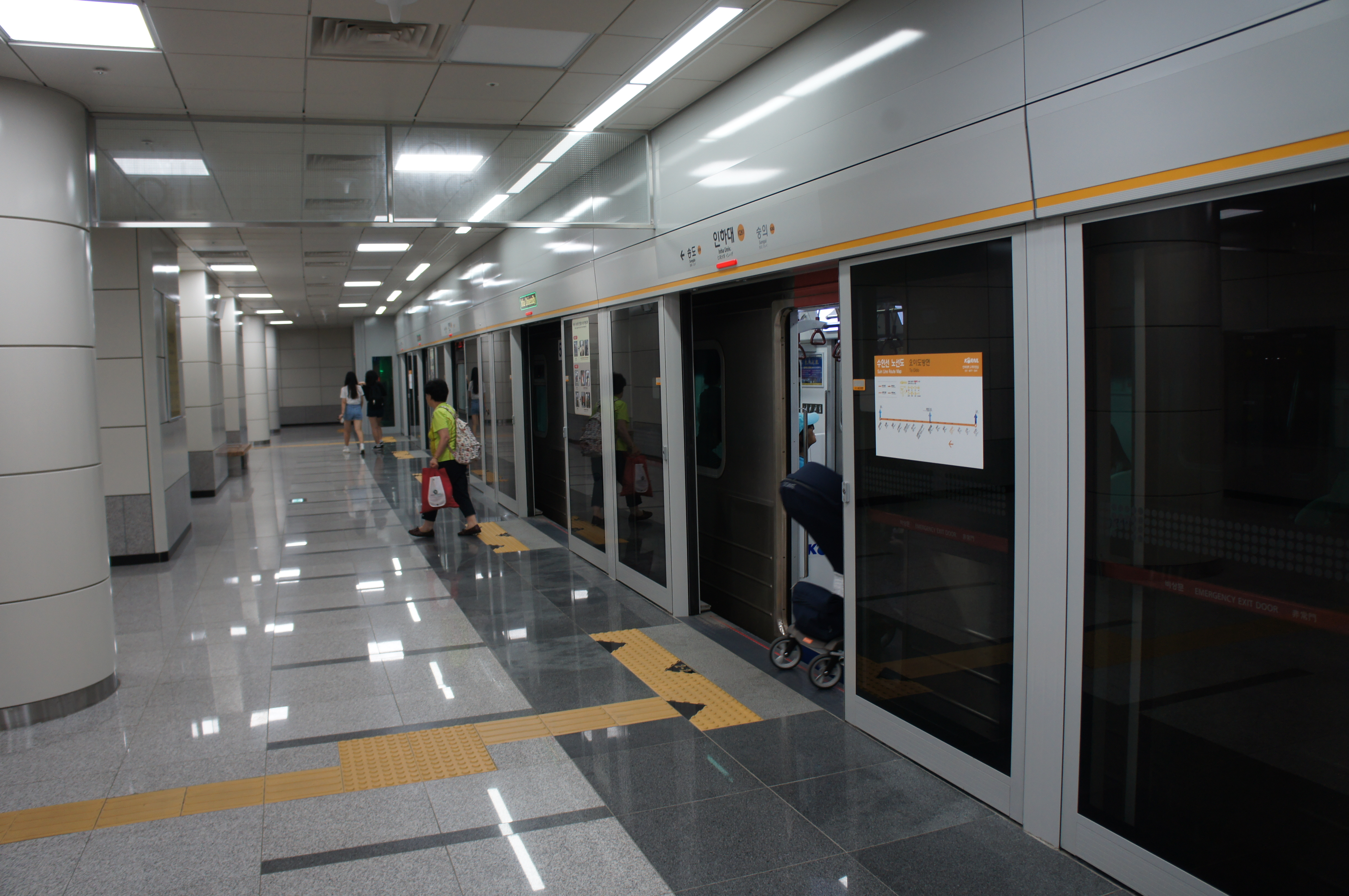
ホーム（2016年8月9日）

相対式ホーム2面2線の地下駅。

### のりば
| ↑ 崇義 |
| \| 2   |
| 松島 ↓ |

| 1 | 水仁・盆唐線 | 崇義・仁川方面   |
| 2 | 水仁・盆唐線 | 松島・烏耳島方面 |

## 利用状況
近年の一日平均利用人員推移は下記のとおり。なお、2016年は開業日の2月27日から12月31日までの309日間の平均である。
| 路線         | 路線     | 2010年 | 2011年 | 2012年 | 2013年 | 2014年 | 2015年 | 2016年 | 2017年 | 2018年 | 2019年 | 出典  |
| ------------ | -------- | ------ | ------ | ------ | ------ | ------ | ------ | ------ | ------ | ------ | ------ | ----- |
| 水仁・盆唐線 | 乗車人員 | 未開業 | 未開業 | 未開業 | 未開業 | 未開業 | 未開業 | 4,693  | 5,805  | 5,939  | 6,182  | [ 4 ] |
| 水仁・盆唐線 | 降車人員 | 未開業 | 未開業 | 未開業 | 未開業 | 未開業 | 未開業 | 4,518  | 5,462  | 5,625  | 5,851  | [ 4 ] |
| 路線         | 路線     | 2020年 | 2021年 | 2022年 |        |        |        |        |        |        |        |       |
| 水仁・盆唐線 | 乗車人員 | 4,182  | 4,838  | 5,871  |        |        |        |        |        |        |        |       |
| 水仁・盆唐線 | 降車人員 | 4,948  | 4,572  | 5,584  |        |        |        |        |        |        |        |       |

## 駅周辺
- 仁荷大学校
- 仁川地方法院
- 仁川地方検察庁
- 仁川拘置所（朝鮮語版）
- 仁川保護観察所（朝鮮語版）
- 仁川弥鄒忽警察署
- 仁川兵務支庁（朝鮮語版）
- 仁荷工業専門大学
- 仁荷大学校師範大学付属高等学校（朝鮮語版）
- 静石航空科学高等学校（朝鮮語版）
- 仁荷大学校師範大学付属中学校（朝鮮語版）
- 韓国交通放送 仁川交通放送
- 仁川SKスカイビュー
- ホームプラス仁荷店

## 隣の駅
韓国鉄道公社
 水仁・盆唐線
急行
延寿駅 (K266) - 仁荷大駅 (K269) - 仁川駅 (K272)
緩行
松島駅 (K267) - 仁荷大駅 (K269) - 崇義駅 (K270)